# Nutuk

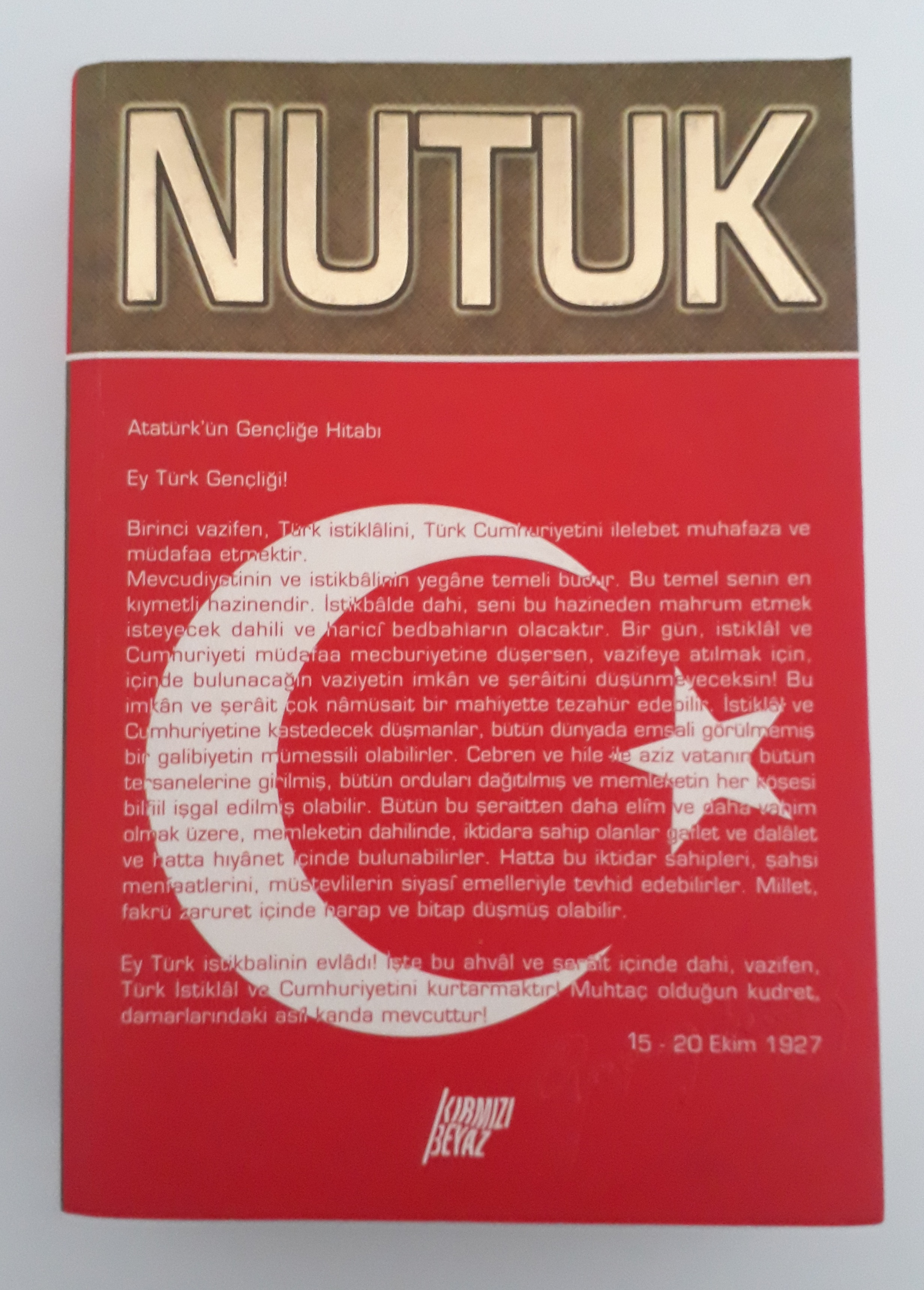
Nutuk

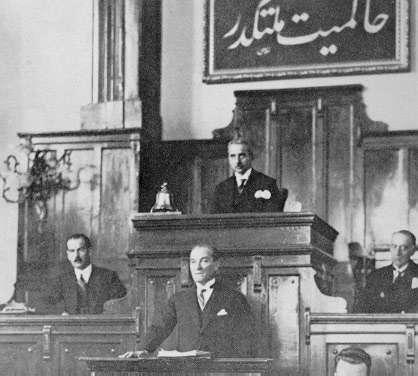
Mustafa Kemal presenta il Nutuk all'Assemblea, 1927.
Sfondo (calligrafia): حاكميت ملتكدر Hakimiyet Milletindir significa "La sovranità appartiene al popolo"

Il Nutuk (in italiano Il Discorso) fu un discorso tenuto da Mustafa Kemal Atatürk dal 15 al 20 ottobre 1927, al secondo congresso del Partito Popolare Repubblicano. Il discorso copriva gli eventi tra l'inizio della guerra d'indipendenza turca il 19 maggio 1919 e la fondazione della Repubblica di Turchia, nel 1923. Ci vollero trentasei ore (su un arco di 6 giorni) per essere letto da Atatürk, e divenne un fondamento della storiografia kemalista.
Il Nutuk ha segnato un punto di svolta del nazionalismo turco introducendo una serie di nuovi miti e concetti nel gergo del discorso pubblico, come repubblica, democrazia, sovranità della nazione e secolarismo. Atatürk ha designato questi concetti come i "tesori più preziosi" del popolo turco, le "fondamenta" del loro nuovo stato e le precondizioni della loro futura "esistenza" nel suo discorso.

## Discorso
Mustafa Kemal iniziò il suo discorso descrivendo la situazione dell'Impero ottomano quando sbarcò a Samsun per iniziare la guerra d'Indipendenza turca nel 1919:
Il 19 maggio 1919 sbarcai a Samsun. Questa era la posizione in quel momento: il gruppo di potenze, a cui faceva parte l'Impero ottomano, era stato sconfitto nella Grande Guerra. L'esercito ottomano si era arreso in tutte le direzioni ed era stato firmato un armistizio con termini duri. Durante gli anni della Grande Guerra, il popolo era esausto e portato alla povertà. Coloro che avevano mandato la loro nazione in guerra ora sono scappati, la loro unica ansia è stata il loro stesso benessere. Vahdettin, colui che portava i titoli di Sultano e Califfo, degenerò; sognando solo i modi per salvare il suo trono [sic]. Il governo sotto il gran visirato di Damat Ferit Paşa, senza onore, spaventato e incompetente, sotto il comando del sultano e sulla sua stessa barca, pronto ad accettare qualsiasi cosa per il bene della propria vita.

Le potenze dell'Intesa non ritennero necessario rispettare i termini dell'armistizio. Con vari pretesti, i loro uomini di guerra e le loro truppe rimasero a Istanbul. Il Vilayet di Adana fu occupato dai francesi; Urfa, Maraş, Antep, dagli inglesi. Ad Antalya e Konya c'erano gli italiani, mentre a Merzifon e Samsun c'erano truppe inglesi. Ufficiali e ufficiali esteri e loro agenti speciali erano molto attivi ovunque. Finalmente, il 15 maggio, ovvero quattro giorni prima del seguente resoconto dell'inizio dell'evento, l'esercito greco, con il consenso delle potenze dell'Intesa, sbarcò a Smirne.»
Sostenne che nel 1919 l'Impero ottomano era in agonia Il popolo e l'esercito rimanevano fedeli al Sultano colpevole di tradimento, a causa delle tradizioni e dei dogmi:
Affermò che la Turchia poteva essere rispettata dalle altre potenze solo se avesse raggiunto l'indipendenza:
Criticando alcune idee predominanti tra la popolazione ottomana riguardo alla continua esistenza dello stato ottomano, in particolare sul favorire l'essere un protettorato americano o britannico, spiegò il suo rifiuto a tali idee e avanzò il suo ragionamento per la fondazione di uno stato turco:
1. Per chiedere protezione dall'Inghilterra;

2. Accettare gli Stati Uniti d'America come Potenza mandataria.

Gli ideatori di queste due proposte avevano come scopo la conservazione dell'Impero ottomano nella sua completa integrità e preferirono metterlo nel suo insieme sotto la protezione di un'unica Potenza, piuttosto che consentirne la divisione tra più Stati.
3. La terza proposta era quella di liberare il Paese consentendo a ciascun distretto di agire a modo suo e secondo le proprie capacità. Così, ad esempio, alcuni distretti, contrariamente alla teoria della separazione, cercarono di rimanere parte integrante dell'Impero.
Altri che avevano un'opinione diversa sembravano già considerare lo smembramento dell'Impero come un fatto compiuto e cercavano solo la propria salvezza. Le mie spiegazioni di cui sopra includono i motivi principali di questi tre tipi di proposizioni. Non pensavo che nessuna di queste tre proposte potesse essere accolta come sagace, perché gli argomenti e le considerazioni su cui si basavano erano infondate. In realtà, le stesse fondamenta dell'Impero ottomano furono distrutte in quel momento. La sua esistenza era minacciata con lo sterminio. Tutti i distretti ottomani furono praticamente smembrati. Rimaneva solo la patria, che proteggeva solo un pugno di turchi, e ora si suggeriva di dividere anche questa. Espressioni come: Impero ottomano, Indipendenza, Padisah-Califfo, Governo erano tutte semplici parole senza senso. Di chi era essenziale salvare l'esistenza? E con l'aiuto di chi? E come? Quale poteva essere, dunque, una soluzione seria e corretta? In queste circostanze, era possibile una sola risoluzione, vale a dire la creazione di un nuovo Stato turco, la cui sovranità e indipendenza sarebbero state riconosciute senza riserve.»
Atatürk concluse il discorso trasmettendo il suo messaggio ai giovani turchi.

## Analisi
Secondo lo storico turco Hakan Uzun, il Nutuk è l'incarnazione dei valori fondamentali della nazione che Atatürk ha abbracciato. Il discorso copre l'importanza dell'unità nazionale sia per il Movimento Nazionale che per la repubblica. Il Movimento Nazionale, con l'obiettivo di raggiungere l'indipendenza e l'unità attraverso il perseguimento della sovranità, lo ha fatto con una posizione difensiva piuttosto che aggressiva su una base legittima.
Secondo la storica turca Fatma Müge Göçek, il discorso "è stato adottato ufficialmente come narrativa nazionale turca ufficiale ed è stato sacralizzato dallo Stato". Göçek ha affermato che, poiché la legge criminalizza l'insulto ad Atatürk, gli storici turchi non sono stati in grado di analizzare criticamente il discorso. Ha aggiunto: "È evidente che il testo inizia con la nascita della nazione turca nel 1919, rimuovendo nel processo la scomparsa degli armeni nel 1915 attraverso la violenza di stato al dominio della preistoria repubblicana".
Lo storico Marc Da Baer ha scritto:
Lo storico britannico Perry Anderson afferma che: "Il discorso che tenne nel 1927, che divenne il credo ufficiale della nazione, fece impallidire qualsiasi discorso di Krusciov o Castro. Esaltando i propri successi, andò avanti per 36 ore, pronunciandolo in sei giorni e componendo infine un tomo di 600 pagine: un record negli annali dell'autocrazia".